# 克尔凯德
克尔凯德，是匈牙利巴兰尼亚州所辖的一个村。总面积61.94平方公里，总人口1080，人口密度17.4人/平方公里（2011年1月1日）。